# تدحرج

التدحرج هو نوع من الحركة تجمع بين الدوران (غالبًا ما تكون متماثل محوريًاالتماثل المحوري ونقل هذا الجسم فيما يتصل بالسطح (إما حركة واحدة وإما حركات أخرى). وفي مثل هذه الظروف، إذا وجدت الظروف المثالية، يكون الاثنان على اتصال مع بعضهما البعض دون الانزلاق.
ويتحقق التدحرج من خلال سرعة دائرية عند خط أو نقطة الاتصال التي تساوي السرعة الانتقالية. وعندما لا يحدث انزلاق، يشار إلى حركة التدحرج باسم «التدحرج التام». من الناحية العملية، تحدث بعض حالات الانزلاق، وذلك بسبب التشوهات الصغيرة في منطقة التماس. ومع ذلك، فإن مقاومة التدحرج تكون أقل بكثير منالاحتكاك الانزلاقي، وبالتالي، فإن الأجسام المتدحرجة عادةً ما تتطلب طاقة أقل بكثير لتحريكها مقارنة بالأجسام المنزلقة. ونتيجة لذلك، سوف تتحرك تلك الأجسام بسهولة أكثر، إذا ما واجهت قوة ما مع عنصر على طول السطح، مثل الجاذبية على سطح مائل أو الرياح أو الدفع أو السحب أو التحريك. وعلى عكس معظم الأجسام المتماثلة محوريًا، فإن حركة التدحرج للمخروط تشبه تلك الحركة التي تنتج عن التدحرج على سطح مستوٍ، حيث يقوم مركز ثقله بإجراء حركة دورانية بدلاً من الحركة الخطية. وليس بالضرورة أن تكون الأجسام المتدحرجة أجسامًا متماثلة محوريًا. وهناك اثنتان من الأسطوانات تشتهران بكونها غير متماثلتين محوريًا تتمثلان في مثلث رولو وأجسام مايسينير. وتتدحرج الأجسام التي بها زوايا مثل النرد من خلال الدورانات المتعاقب حول الحافة أو الزاوية التي تتصل بالسطح.
يكمن أحد أكثر التطبيقات العملية للأجسام المتدحرجة في استخدام حوامل العنصر المتدحرج، مثل كراسي التحميل "الرولمان بلي"، في الأجهزة الدوارة. وعادة ما تكون العناصر المتدحرجة المصنوعة من مواد معدنية ملساء موضوعة بين حلقتين يمكنهما الدوران بشكل مستقل عن بعضهما البعض. وفي معظم الآليات المتعلقة بهذا الخصوص، يتم إرفاق الحلقة الداخلية بعمود ثابت (أو محور دوران). وبالتالي، فإنه عندما تكون الحلقة الداخلية ثابتة، تكون الحلقة الخارجية حرة في التحرك مع قدر قليل جدًا من الاحتكاك. هذا هو الأساس الذي تعتمد عليه تقريبًا كل المحركات في العمل (مثل المحركات الموجودة في مراوح السقف والسيارات وأدوات الثقب وغيرها). ويتوقف مقدار الاحتكاك في أجزاء الآلات الميكانيكية على نوعية رولمان البلي ومدى التشحيم الموجود في الآلات الميكانيكية.
علاوة على ذلك، كثيرًا ما تُستخدم الأجسام المتدحرجة كأدوات للنقل. تكمن إحدى أكثر طرق الاستخدام الأساسية في هذا الخصوص في وضع جسم (عادةً ما يكون مستويًا) على سلسلة من البكرات المتراصة أو العجلات. ويمكن تحريك الجسم على العجلات في خط مستقيم، ما دام يتم استبدال العجلات في الأمام باستمرار (انظر تطوير المحامل). تكون هذه الطريقة، التي تعد من وسائل النقل البدائية، فعالة عندما لا تتوفر آلات أخرى. واليوم، توجد معظم التطبيقات العملية لتحريك الأجسام على العجلات في السيارات والقطارات وغيرها من مركبات النقل البشري.
يتم تحديد سرعة الجسيم في الجسم المتدحرج من خلال :{\displaystyle \mathrm {v} =r\times \omega }، حيث تمثل {\displaystyle r} المسافة بين الجسيمات ونقطة الاتصال الخاصة بالجسم المتدحرج، وتمثل {\displaystyle \omega } السرعة الزاوية للجسم المتدحرج.